# Halör
Halör var en skånsk vikingatida marknadsplats. Namnet består av två ord ”hal” och ”ör”. Ör, som finns i samlingsordet ”örens sund”, det vill säga ”Öresund”, är sedan gammalt belagt på flera platser utmed Öresund där kusten skjuter ut i en udde. Dessa är Skanör, Dragör, Helsingör och Stenör (vid Öresundsbrons skånska landfäste). På 1100-talet omtalas också den utskjutande Landskronaudden som ”Landora”, troligtvis ”Landör” i latinsk form. Ör betyder alltså utskjutande kust/strand.

## Geografisk belägenhet

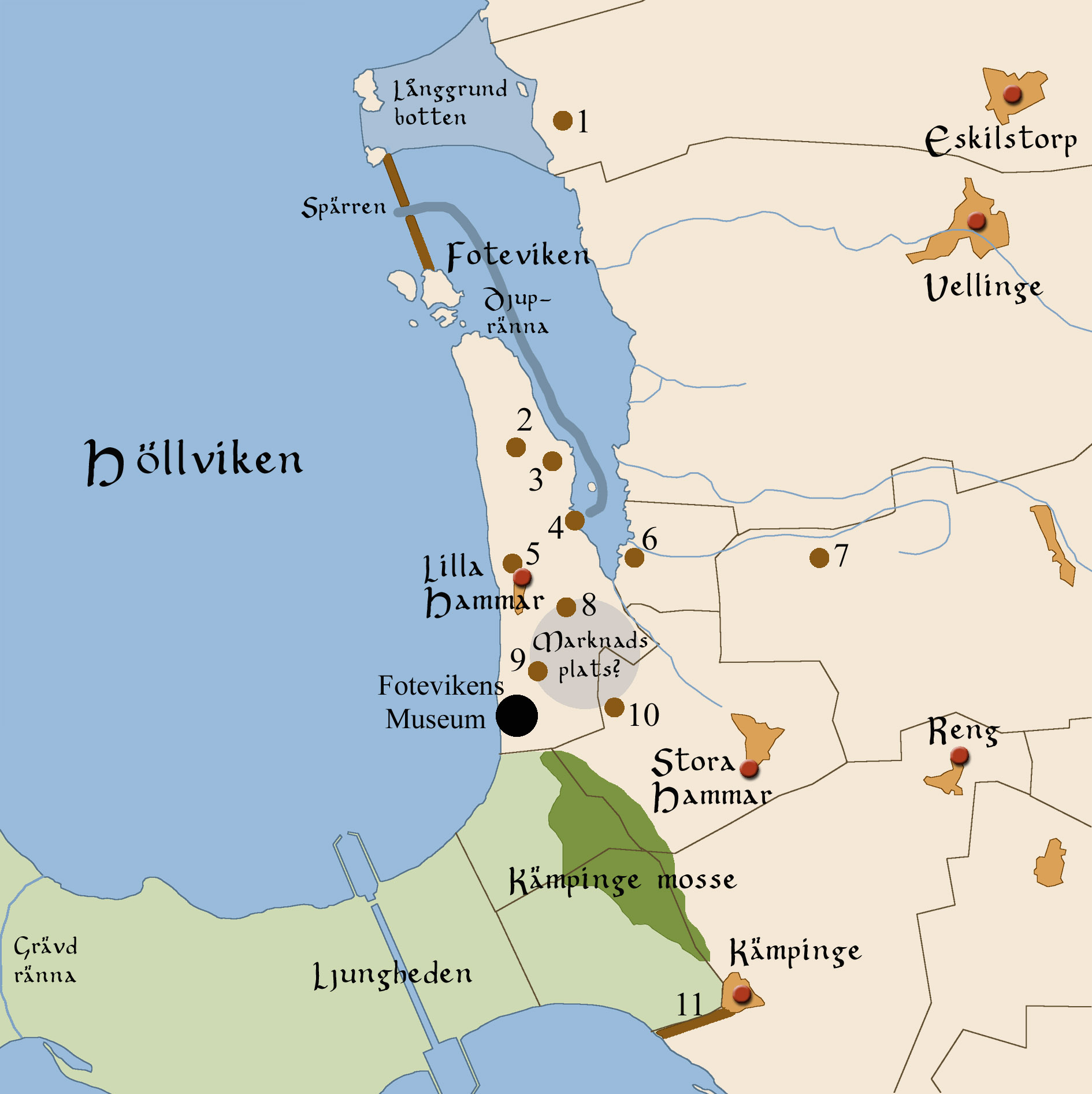
Karta över Höllviken/Foteviken. Bearbetning: Fotevikens Museum 2004/2010.

Halör är identifierad med Lilla Hammars näs, det vill säga den udde som avskiljer Höllviken från Foteviken i sydvästra Skåne. Fotevikens Museum, som är beläget på platsen, har under många år bedrivit efterforskning i områdets historia. Kartan här bredvid visar de många olika fornlämningar och geografiska företeelser som sammantaget ger en intressant bild över området.
Förklaringar till kartan
1. Ringvallen vid Eskilstorp i Eskilstorps socken.
2. Järnåldersgravfältet på Lilla Hammars näs, ett av Skånes största.
3. Påbörjad ringborg, så kallad "trelleborg".
4. Trolig vikingatida hamnbassäng. Med tanke på den trehundra meter långa spärren av timmer och sten i Fotevikens mynning ut till Höllviken bör detta vara den skånska ledungsflottans vinterhamn.
5. Platsen för Lilla Hammars kyrka, riven 1583.
6. Kungstorp eller Kungsgården.
7. Snekkebjer. Ordet ”snecka” var under vikingatiden namnet för krigsskepp. Danska forskare har vid platser med snekke-namn funnit vikingatida skeppsvarv.
8. Ensamgård som kan vara den ursprungliga kungsgården.
9. Utgrävd, trolig vikingatida båtgrav.
10. ”Kungshögen”, en gravhög från bronsåldern.
11. Vall från vikingatiden.

På kartan ses också dragrännan över Falsterbonäset och den väldiga undervattensspärren till Foteviken samt djuprännan inne i Foteviken.

## Det skrivna källmaterialet

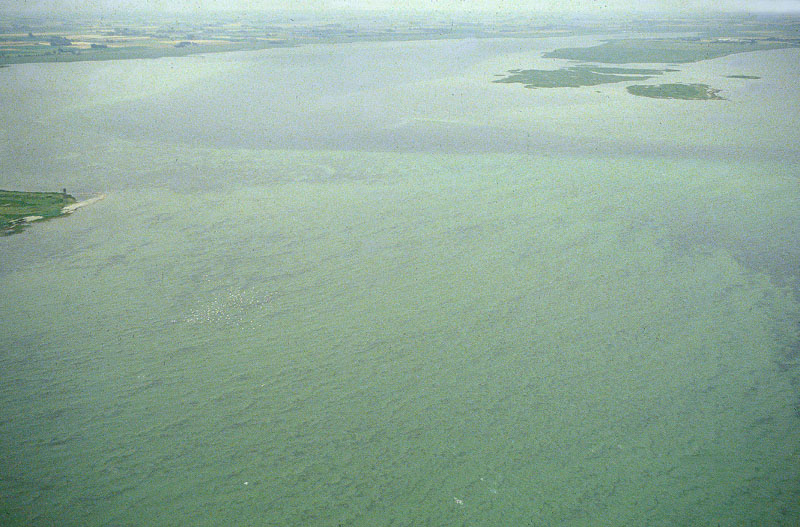
Flygfoto över Fotevikens mynning ut mot Höllviken. Djuprännan ses som en mörkblå strimma.

Den äldsta uppgiften om Halör härstammar från den så kallade Färingasagan. Handlingen utspelar sig från ca 980 till ca 1030. Vissa har menat att denna berättelse nedskrivits först in på 1200-talet men eftersom Skanör uppstod i slutet av 1100-talet och denna internationella handelsplats inte alls omnämns i sagan utan uteslutande Halör, bör sagans nedtecknande ligga under 1100-talet. Färingasagan handlar om de äldsta kända invånarna på Färöarna. Huvudpersonen Trond beslutar sig en dag för en resa till Norge. Då Harald Blåtand omtalas måste händelsen i tid placeras före kungens dödsår det vill säga 985 eller 986:
Ur Färingasagan
”Trond hade knappt med varor. Han seglade till Norge, där han slog sig ned i en köpstad över vintern. Man fann honom för jämnan tystlåten och hemlighetsfull. På den tiden härskade Harald Gråfäll i Norge.
När det led mot sommaren drog Trond med några handelsfarare till Danmark och kom på sommaren till Halör. Där hade en stor skara samlats, och det sägs att medan marknaden pågår där är det ingenstans i hela Norden som så mycket folk kommer samman. På den tiden härskade Harald Gormsson, som kallades Blåtand, över Danmark. Konung Harald och en stor skara av hans män var i Halör denna sommar.”
Två av kungens hirdmän blev emellertid bestulna på ädelmetaller. Kungen beordrade då att inga skepp fick lämna handelsplatsen. För att handelsmännen inte skulle behöva stanna efter det att marknaden avslutats väckte Trond förslaget att varje man skulle betala en liten summa silver. Denna täckte väl att ersätta de två hirdmännen, ge kungen och hans övriga hird en del och dessutom fick Trond som förslagsställare 1/4 av summan. ”Omedelbart därefter avseglade ett stort antal skepp”.
Trots att silvermängden från varje köpman var ringa och att Trond endast fick 1/4 blev han genom detta silver den rikaste mannen på Färöarna. Detta ger antydan om en verkligt stor marknadsplats något som ju också uttryckligen står i sagan.
Olav Tryggvasons saga
Att det funnits en jarl på denna marknadsplats framgår av en annan skriven källa. I kung Olav Tryggvasons saga berättas för perioden 995-1000 om en av kungens skalder:
”Då Halfred Vanrådeskald en dag om våren var hos kungen, sade han:
”Jag vill be om tillåtelse av er, Herre, till att segla i sommar i en handelsfärd ned till Halöre.”
---
Därefter beredde han sig, och seglade till Danmark, som han havde bestämt; han hade hört talas om Sigvald Jarl, att han var en stor hövding. Halfred kom till honom och sade, att han hade gjort ett kväde om honom. Jarlen frågade, vem han var. Halfred sa sitt namn.
”Er du kung Olav Tryggvasons skald?” frågade Jarlen.
”Ja, jag är,” sa Halfred, ”och jag önskar nu lov till att framsäga kvädet.”
”Varför skulle det icke anstå oss,” svarade Jarlen, ”vad kung Olaf låter sig behaga.”
Halfred framsade då kvädet; det var en flok. Jarlen tackade honom för det, gav honom en guldring, som vägde en halv mark, och erbjöd honom att kunna uppehålla sig där.
Halfred svarade: ”Haver tack för erbjudandet, Herre! Men jag har ett ärende till Sverige, men kommer dock först till at vända tillbaka till Norge, när jag får tillfälle.”
Jarlen bad honom göra, som han ville. Vid sommarens slut seglade Halfred söderifrån till Viken (Oslofjorden) och fick stormväder. Skeppet slogs sönder östen för fjorden, och de förliste allt godset; Halfred drog då därifrån till Konghel (Kungahälla norr om Göteborg) och förblev där en tid."
Kung Sverres saga
Halör omtals sista gången året 1196. Detta år samlades ett stort antal mäktiga norska upprorsmän och bildar här på Halör marknad det så kallade baglerpartiet, motståndare till det regerande birkebeinerpartiet:
”Reidar samlade sig då något manskap, och drog från landet (Norge) om sommaren, och söderpå till Halör, den gången där hölls marknad och köpmöte. Dit hän kom biskop Nikolai tillsammans med en stor mängd norrmän, för det mesta från Viken.
Biskop Nikolai och hans medföljare hade då en ung pojke med sig, som de utgav för Inge, kung Magnus Erlingsons son; Birkebenerna påstod han var dansk, och att hans namn var Thorgils Tueskid.
Där på Ören reste de ett parti, som snart fick mångfaldiga anhängare; bland andra deltog också ärkebiskop Erik i den färden; därpå drog de med detta parti till Norge; då var också Erling Jarls son Sigurd med, och många andra mäktiga män. Detta parti kallades Bagler.”

## Halör – Skanör

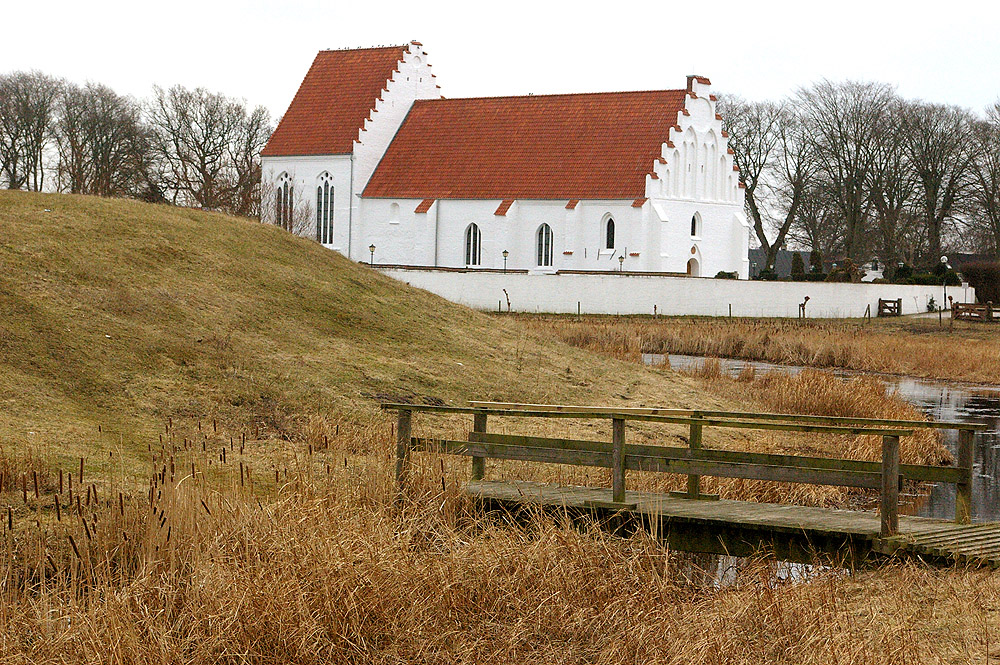
Skanörs kyrka sedd från den medeltida borgkullen.

Skanörs kyrkas äldsta delar utgörs av rester efter ett mindre kritstenskapell, uppmurat med samma byggnadsteknik och material som biskop Absalons borg i Köpenhamn (se Christiansborgs slott) från ca 1170-talet. På 1210-1220-talen revs kapellet och en större tegelkyrka uppfördes samtidigt som en kunglig borg anlades strax norr om kyrkan. Det verkar således som om Halör marknad i slutet av 1100-talet flyttat över Höllviken och Skanör etablerats. Med en sannolikhet som gränsar till visshet har den tyska Hansan stått bakom denna förändring.
Skanörmarknaden kom att bli den största sillmarknaden i det medeltida Norden. Halör marknad kan däremot knappast ha varit en sillmarknad. För detta fordrades nämligen enorma mängder med salt vilket först kom ut på marknaden genom Lübecks grundande vid mitten av 1100-talet. Istället har troligtvis Halörmarknaden varit en mötesplats för köpmän från öst respektive väst. Detta kan förklara marknadens stora betydelse.
Det var sannolikt den nya fisknäringen med fiskeplatser ute i själva sundet samt de större djupgående tyska koggarna som förde tunnor och salt till marknadsplatsen som omöjliggjort att Halör vid den långgrunda Höllviken skulle kunna leva vidare.